# Часначор
Часначор (рус. Часначорр) планина је у планинском масиву Хибинских планина у Мурманској области, на северозападу Русије. Лежи на надморској висини од 1.189 метара и налази се у западном делу Хибина.